# Sportverein Babelsberg 1903 2009-2010
Questa voce raccoglie le informazioni riguardanti il Sportverein Babelsberg 1903 nelle competizioni ufficiali della stagione 2009-2010.

## Stagione
Nella stagione 2009-2010 il Babelsberg, allenato da Dietmar Demuth, concluse il campionato di Regionalliga nord al 1º posto e fu promosso in 3. Liga. In Coppa di Germania il Babelsberg fu eliminato al primo turno dal Bayer Leverkusen.

## Rosa
| N. |                     | Ruolo | Calciatore       |
| -- | ------------------- | ----- | ---------------- |
| 1  | Germania (bandiera) | P     | Marian Unger     |
| 2  | Serbia (bandiera)   | D     | Filip Krstić     |
| 3  | Germania (bandiera) | C     | Rainer Müller    |
| 5  | Germania (bandiera) | C     | Denis Weidlich   |
| 6  | Germania (bandiera) | C     | Anton Müller     |
| 7  | Germania (bandiera) | D     | Matthias Rudolph |
| 8  | Germania (bandiera) | C     | Patrick Moritz   |
| 10 | Germania (bandiera) | C     | Sven Hartwig     |
| 11 | Germania (bandiera) | C     | Felix Dojahn     |
| 14 | Libano (bandiera)   | D     | Joan Oumari      |
| 15 | Germania (bandiera) | C     | Rico Eichstädt   |
| 16 | Germania (bandiera) | A     | Daniel Frahn     |

| N. |                                 | Ruolo | Calciatore       |
| -- | ------------------------------- | ----- | ---------------- |
| 17 | Germania (bandiera)             | C     | Julian Prochnow  |
| 18 | Germania (bandiera)             | A     | Erkan Kilicaslan |
| 19 | Turchia (bandiera)              | C     | Ümit Ergirdi     |
| 20 | Germania (bandiera)             | D     | Ronny Surma      |
| 20 | Germania (bandiera)             | A     | Stefan Kutschke  |
| 21 | Turchia (bandiera)              | D     | Onur Bayram      |
| 23 | Germania (bandiera)             | P     | Daniel Zacher    |
| 25 | Bosnia ed Erzegovina (bandiera) | C     | Almedin Civa     |
| 26 | Turchia (bandiera)              | C     | Guido Koçer      |
| 30 | Germania (bandiera)             | D     | Tobias Francisco |
| 31 | Germania (bandiera)             | A     | Nicolas Hebisch  |
| 33 | Germania (bandiera)             | C     | Björn Laars      |

## Organigramma societario
Area tecnica
- Allenatore: Dietmar Demuth
- Allenatore in seconda: Jens Härtel
- Preparatore dei portieri: Sebastian Rauch
- Preparatori atletici:
- Analisi video:

## Calciomercato

### Sessione estiva
| Acquisti | Acquisti         | Acquisti                 | Acquisti |
| R.       | Nome             | da                       | Modalità |
| -------- | ---------------- | ------------------------ | -------- |
| D        | Onur Bayram      | Türkiyemspor Berlino U19 |          |
| C        | Felix Dojahn     | Erzgebirge Aue           |          |
| C        | Rico Eichstädt   | Babelsberg U19           |          |
| A        | Nicolas Hebisch  | TeBe Berlino U19         |          |
| A        | Erkan Kilicaslan | Oberneuland              |          |
| C        | Guido Koçer      | Hansa Rostock            |          |
| C        | Anton Müller     | Chemnitz                 |          |

| Cessioni | Cessioni         | Cessioni   | Cessioni |
| R.       | Nome             | a          | Modalità |
| -------- | ---------------- | ---------- | -------- |
| A        | Christopher Kolm | Goslarer   |          |
| A        | Babacar N'Diaye  | Havelse    |          |
| D        | Hassan Oumari    | BFC Dynamo |          |
| D        | Bastian Zenk     | LFC Berlin |          |

### Sessione invernale
| Acquisti | Acquisti     | Acquisti          | Acquisti |
| R.       | Nome         | da                | Modalità |
| -------- | ------------ | ----------------- | -------- |
| D        | Filip Krstić | Arminia Bielefeld |          |

| Cessioni | Cessioni      | Cessioni | Cessioni |
| R.       | Nome          | a        | Modalità |
| -------- | ------------- | -------- | -------- |
| A        | Clemens Lange | Lubecca  |          |

## Risultati

### Regionalliga

#### Girone di andata
| Potsdam 7 agosto 2009, ore 19:00 CEST 1ª giornata | Babelsberg | 0 – 0 referto | Hertha Berlino II | Stadio Karl Liebknecht (1 540 spett.)\| Arbitro: \| Rohde \| |
| Arbitro:                                          | Rohde      |               |                   |                                                              |

| Arbitro: | Blos |

|                     |           |          |
| Löwe 40’ Jansen 62’ | Marcatori | 48’ Civa |

| Potsdam 22 agosto 2009, ore 14:00 CEST 3ª giornata | Babelsberg | 0 – 0 referto | Wolfsburg II | Stadio Karl Liebknecht (1 114 spett.)\| Arbitro: \| Gorniak \| |
| Arbitro:                                           | Gorniak    |               |              |                                                                |

| Arbitro: | Waschitzki-Günther |

|            |           |                           |
| Pekrul 15’ | Marcatori | 55’ Civa 58’ (rig.) Frahn |

| Arbitro: | Trautmann |

|  |           |               |
|  | Marcatori | 67’ Breitkopf |

| Arbitro: | Schößling |

|  |           |                                 |
|  | Marcatori | 8’ (rig.), 30’ Frahn 26’ Müller |

| Arbitro: | Aytekin |

|                            |           |                            |
| Ergirdi 54’ Frahn 76’, 83’ | Marcatori | 53’ (aut.) Surma 62’ Fuchs |

| Arbitro: | Sevinc |

|          |           |                                                         |
| Groß 11’ | Marcatori | 28’ Hebisch 40’ (rig.), 45’, 47’, 73’ Frahn 74’ Ergirdi |

| Arbitro: | Hösel |

|                                  |           |                                   |
| Müller 25’ Frahn 49’ Hartwig 90’ | Marcatori | 2’ Amachaibou 30’ (rig.) Grossert |

| Arbitro: | Brauer |

|  |           |                       |
|  | Marcatori | 40’ Frahn 90’ Ergirdi |

| Arbitro: | Zwayer |

|           |           |  |
| Frahn 90’ | Marcatori |  |

| Arbitro: | Rohde |

|            |           |                        |
| Wegner 59’ | Marcatori | 18’ Ergirdi 38’ Müller |

| Arbitro: | Rafati |

|  |           |           |
|  | Marcatori | 30’ Frahn |

| Arbitro: | Pflaum |

|             |           |  |
| Hartwig 90’ | Marcatori |  |

| Arbitro: | Kempter |

|  |           |              |
|  | Marcatori | 83’ Kutschke |

| Arbitro: | Frömel |

|           |           |               |
| Frahn 60’ | Marcatori | 65’ Podolczak |

| Arbitro: | Stegemann |

|  |           |              |
|  | Marcatori | 55’ Kutschke |

#### Girone di ritorno
| Arbitro: | Schriever |

|                   |           |                                              |
| Hoeneß 77’ (rig.) | Marcatori | 7’ Kutschke 57’ Müller 83’ Ergirdi 90’ Frahn |

| Arbitro: | Siebert |

|                               |           |  |
| Frahn 49’ (rig.) Kutschke 51’ | Marcatori |  |

| Wolfsburg 31 marzo 2010, ore 19:00 CEST 20ª giornata | Wolfsburg II | 0 – 0 referto | Babelsberg | VfL-Stadion am Elsterweg (400 spett.)\| Arbitro: \| Ittrich \| |
| Arbitro:                                             | Ittrich      |               |            |                                                                |

| Potsdam 17 marzo 2010, ore 19:00 CET 21ª giornata | Babelsberg | 0 – 0 referto | Oberneuland | Stadio Karl Liebknecht (1 242 spett.)\| Arbitro: \| Unger \| |
| Arbitro:                                          | Unger      |               |             |                                                              |

| Arbitro: | Gorniak |

|                  |           |          |
| Özgöz 52’ (rig.) | Marcatori | 86’ Civa |

| Arbitro: | Schößling |

|                          |           |  |
| Koçer 19’ Frahn 20’, 78’ | Marcatori |  |

| Arbitro: | Schriever |

|  |           |           |
|  | Marcatori | 15’ Frahn |

| Potsdam 21 marzo 2010, ore 14:00 CET 25ª giornata | Babelsberg | 0 – 0 referto | Amburgo II | Stadio Karl Liebknecht (1 367 spett.)\| Arbitro: \| Zwayer \| |
| Arbitro:                                          | Zwayer     |               |            |                                                               |

| Arbitro: | Aytekin |

|  |           |           |
|  | Marcatori | 35’ Frahn |

| Arbitro: | Jablonski |

|                |           |  |
| Frahn 61’, 82’ | Marcatori |  |

| Arbitro: | Willenborg |

|                |           |           |
| Zimmermann 37’ | Marcatori | 29’ Surma |

| Arbitro: | Gagelmann |

|                       |           |  |
| Frahn 35’ Hebisch 90’ | Marcatori |  |

| Arbitro: | Skorczyk |

|                       |           |  |
| Frahn 86’ Hebisch 90’ | Marcatori |  |

| Arbitro: | Thomsen |

|            |           |                      |
| Chahed 16’ | Marcatori | 3’, 68’ (rig.) Frahn |

| Arbitro: | Brand |

|           |           |  |
| Frahn 75’ | Marcatori |  |

| Arbitro: | Schüller |

|                       |           |  |
| Szweda 60’ Ridder 80’ | Marcatori |  |

| Arbitro: | Robke |

|                                      |           |           |
| Frahn 9’, 24’ Moritz 26’ Ergirdi 47’ | Marcatori | 54’ Lange |

### Coppa di Germania
| Arbitro: | Hartmann |

|  |           |              |
|  | Marcatori | 67’ Derdiyok |

## Statistiche

### Statistiche di squadra
| Competizione      | Punti | In casa | In casa | In casa | In casa | In casa | In casa | In trasferta | In trasferta | In trasferta | In trasferta | In trasferta | In trasferta | Totale | Totale | Totale | Totale | Totale | Totale | DR  |
| Competizione      | Punti | G       | V       | N       | P       | Gf      | Gs      | G            | V            | N            | P            | Gf           | Gs           | G      | V      | N      | P      | Gf     | Gs     | DR  |
| ----------------- | ----- | ------- | ------- | ------- | ------- | ------- | ------- | ------------ | ------------ | ------------ | ------------ | ------------ | ------------ | ------ | ------ | ------ | ------ | ------ | ------ | --- |
| Regionalliga nord | 77    | 17      | 11      | 5       | 1       | 25      | 7       | 17           | 12           | 3            | 2            | 29           | 11           | 34     | 23     | 8      | 3      | 54     | 18     | +36 |
| Coppa di Germania | -     | 1       | 0       | 0       | 1       | 0       | 1       | 0            | 0            | 0            | 0            | 0            | 0            | 1      | 0      | 0      | 1      | 0      | 1      | -1  |
| Totale            | 77    | 18      | 11      | 5       | 2       | 25      | 8       | 17           | 12           | 3            | 2            | 29           | 11           | 35     | 23     | 8      | 4      | 54     | 19     | +35 |

### Andamento in campionato
| Giornata  | 1  | 2  | 3  | 4 | 5  | 6 | 7 | 8 | 9 | 10 | 11 | 12 | 13 | 14 | 15 | 16 | 17 | 18 | 19 | 20 | 21 | 22 | 23 | 24 | 25 | 26 | 27 | 28 | 29 | 30 | 31 | 32 | 33 | 34 |
| --------- | -- | -- | -- | - | -- | - | - | - | - | -- | -- | -- | -- | -- | -- | -- | -- | -- | -- | -- | -- | -- | -- | -- | -- | -- | -- | -- | -- | -- | -- | -- | -- | -- |
| Luogo     | C  | T  | C  | T | C  | T | C | T | C | T  | C  | T  | T  | C  | T  | C  | T  | T  | C  | T  | C  | T  | C  | T  | C  | T  | C  | T  | C  | C  | T  | C  | T  | C  |
| Risultato | N  | P  | N  | V | P  | V | V | V | V | V  | V  | V  | V  | V  | V  | N  | V  | V  | V  | N  | N  | N  | V  | V  | N  | V  | V  | N  | V  | V  | V  | V  | P  | V  |
| Posizione | 11 | 13 | 14 | 9 | 13 | 9 | 7 | 3 | 2 | 2  | 2  | 2  | 1  | 1  | 1  | 1  | 1  | 1  | 1  | 1  | 1  | 1  | 1  | 1  | 1  | 1  | 1  | 1  | 1  | 1  | 1  | 1  | 1  | 1  |

Legenda:

Luogo: C = Casa; T = Trasferta. Risultato: V = Vittoria; N = Pareggio; P = Sconfitta.

### Statistiche dei giocatori
| Giocatore     | Regionalliga nord | Regionalliga nord | Regionalliga nord | Regionalliga nord | Coppa di Germania | Coppa di Germania | Coppa di Germania | Coppa di Germania | Totale   | Totale | Totale      | Totale     |
| Giocatore     | Presenze          | Reti              | Ammonizioni       | Espulsioni        | Presenze          | Reti              | Ammonizioni       | Espulsioni        | Presenze | Reti   | Ammonizioni | Espulsioni |
| ------------- | ----------------- | ----------------- | ----------------- | ----------------- | ----------------- | ----------------- | ----------------- | ----------------- | -------- | ------ | ----------- | ---------- |
| O. Bayram     | 4                 | 0                 | 1                 | 0                 | 0                 | 0                 | 0                 | 0                 | 4        | 0      | 1           | 0          |
| A. Civa       | 32                | 3                 | 6                 | 0                 | 1                 | 0                 | 0                 | 0                 | 33       | 3      | 6           | 0          |
| F. Dojahn     | 2                 | 0                 | 0                 | 0                 | 1                 | 0                 | 0                 | 0                 | 3        | 0      | 0           | 0          |
| R. Eichstädt  | 0                 | 0                 | 0                 | 0                 | 0                 | 0                 | 0                 | 0                 | 0        | 0      | 0           | 0          |
| Ü. Ergirdi    | 31                | 6                 | 5                 | 0                 | 1                 | 0                 | 1                 | 0                 | 32       | 6      | 6           | 0          |
| D. Frahn      | 32                | 29                | 5                 | 1                 | 1                 | 0                 | 1                 | 0                 | 33       | 29     | 6           | 1          |
| T. Francisco  | 3                 | 0                 | 0                 | 0                 | 0                 | 0                 | 0                 | 0                 | 3        | 0      | 0           | 0          |
| S. Hartwig    | 25                | 2                 | 0                 | 0                 | 1                 | 0                 | 0                 | 0                 | 26       | 2      | 0           | 0          |
| N. Hebisch    | 27                | 3                 | 3                 | 0                 | 0                 | 0                 | 0                 | 0                 | 27       | 3      | 3           | 0          |
| E. Kilicaslan | 10                | 0                 | 2                 | 0                 | 1                 | 0                 | 0                 | 0                 | 11       | 0      | 2           | 0          |
| G. Koçer      | 24                | 1                 | 0                 | 1                 | 0                 | 0                 | 0                 | 0                 | 24       | 1      | 0           | 1          |
| F. Krstić     | 2                 | 0                 | 0                 | 0                 | 0                 | 0                 | 0                 | 0                 | 2        | 0      | 0           | 0          |
| S. Kutschke   | 26                | 4                 | 2                 | 0                 | 1                 | 0                 | 0                 | 0                 | 27       | 4      | 2           | 0          |
| B. Laars      | 32                | 0                 | 0                 | 0                 | 1                 | 0                 | 0                 | 0                 | 33       | 0      | 0           | 0          |
| C. Lange      | 1                 | 0                 | 1                 | 0                 | 0                 | 0                 | 0                 | 0                 | 1        | 0      | 1           | 0          |
| P. Moritz     | 24                | 1                 | 0                 | 0                 | 1                 | 0                 | 0                 | 0                 | 25       | 1      | 0           | 0          |
| A. Müller     | 30                | 3                 | 4                 | 0                 | 1                 | 0                 | 1                 | 0                 | 31       | 3      | 5           | 0          |
| R. Müller     | 7                 | 1                 | 0                 | 0                 | 0                 | 0                 | 0                 | 0                 | 7        | 1      | 0           | 0          |
| J. Oumari     | 11                | 0                 | 2                 | 0                 | 0                 | 0                 | 0                 | 0                 | 11       | 0      | 2           | 0          |
| J. Prochnow   | 27                | 0                 | 9                 | 0                 | 1                 | 0                 | 0                 | 0                 | 28       | 0      | 9           | 0          |
| M. Rudolph    | 30                | 0                 | 3                 | 0                 | 0                 | 0                 | 0                 | 0                 | 30       | 0      | 3           | 0          |
| R. Surma      | 26                | 1                 | 1                 | 1                 | 1                 | 0                 | 0                 | 0                 | 27       | 1      | 1           | 1          |
| M. Unger      | 33                | 0                 | 1                 | 0                 | 1                 | 0                 | 0                 | 0                 | 34       | 0      | 1           | 0          |
| D. Weidlich   | 33                | 0                 | 4                 | 0                 | 1                 | 0                 | 0                 | 0                 | 34       | 0      | 4           | 0          |
| D. Zacher     | 1                 | 0                 | 0                 | 0                 | 0                 | 0                 | 0                 | 0                 | 1        | 0      | 0           | 0          |